# 14046 Keikai
14046 Keikai este un asteroid din centura principală de asteroizi.

## Descriere
14046 Keikai este un asteroid din centura principală de asteroizi. A fost descoperit pe 17 noiembrie 1995 la Nanyo de Tomimaru Okuni. Asteroidul prezintă o orbită caracterizată de o semiaxă mare de 2,28 ua, o excentricitate de 0,11 și o înclinație de 5,7° în raport cu ecliptica.